# 1973 en aéronautique
Chronologie de l'aéronautique
- 1969
- 1970
- 1971
- 1972
- 1973
- 1974
- 1975
- 1976
- 1977

Cet article présente les faits marquants de l'année 1973 en aéronautique.

## Événements
- 19 février : le Vol Aeroflot 141 s’écrase à 500 m de la piste 25 (aujourd'hui 24) de l'aéroport de Prague-Ruzyně.
- 21 février : l'aviation israélienne abat un Boeing 727 de Libyan Arab Airlines au-dessus du désert du Sinaï.
- 5 mars : collision aérienne en vol près de Nantes.
- 1er avril : création de British Airways par la fusion de BOAC et BEA.
- 1er mai : premier numéro de la revue Aeroplane Monthly.

- 3 juin : le second prototype de l’avion de ligne supersonique russe Tupolev Tu-144 explose en vol lors de sa présentation au salon du Bourget, tuant les six membres d'équipage ainsi que 8 personnes au sol.
- 13 juin : premier vol du Boeing E-4[1].

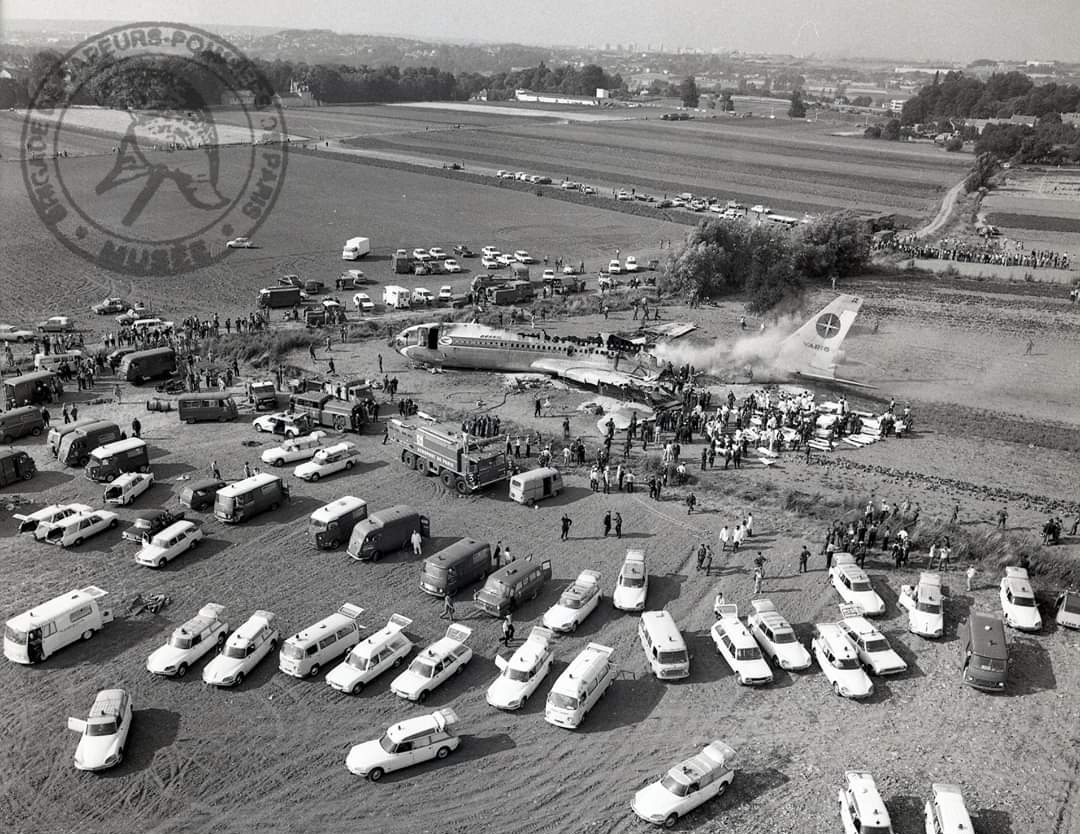
Vue aérienne du site de l’accident du vol 820 Varig et moyens de secours déployés le 11 juillet 1976 dont des ambulances et des camions-pompes de la brigade de sapeurs-pompiers de Paris.

- 11 juillet : un incendie provoque le crash du vol 820 Varig dans un champ de Saulx-les-Chartreux, à 5 km de l'aéroport de Paris-Orly.
- 26 juillet : premier vol de l’hélicoptère expérimental à rotors contrarotatifs Sikorsky S-69.

- 11 septembre : la voiture volante AVE Mizar s'écrase avec son créateur à Camarillo, en Californie : abandon du projet.
- 21 septembre : premier vol du YT-34C Mentor.
- 30 septembre : le vol 3932 Aeroflot s’écrase peu après son décollage de Sverdlovsk, en Ukraine.

- 6 octobre : début de la guerre du Kippour opposant les armées israéliennes, égyptiennes et syriennes.
- 13 octobre : le vol 964 Aeroflot s’écrase pendant son approche de l’aéroport de Moscou-Domodedovo.
- 26 octobre : premier vol de l’avion d’entraînement franco-allemand Dassault/Dornier Alpha Jet.

- 2 novembre : le Vol F-19 Aeroflot donne lieu à une tentative de détournement d'avion.
- 21 novembre : accident d'un Douglas DC-3 au Sólheimasandur en Islande.

- 23 décembre : premier vol du Aero Boero 260AG et du AIDC T-CH-1 Chung-Hsing.